# Vysoké Popovice
Vysoké Popovice település Csehországban, a Brno-vidéki járásban. Vysoké Popovice Újezd u Rosic, Zakřany, Lukovany, Příbram na Moravě és Rapotice településekkel határos. Lakosainak száma 754 fő (2024. január 1.).

## Népesség
A település lakosságának változását az alábbi diagram mutatja:
| Lakosok száma | 354  | 576  | 751  | 862  | 711  | 682  | 697  | 716  | 746  | 754  |
|               | 1869 | 1900 | 1921 | 1961 | 1980 | 2011 | 2016 | 2019 | 2021 | 2024 |